# Kontingent
Das Kontingent bedeutet allgemein die festgelegte und zugeteilte Menge an Objekten.

## Etymologie
Das Wort wurde im 17. Jahrhundert in Frankreich als Lehnwort (französisch contingent) übernommen und in der Aussprache an das ältere lateinisch contingens, -entis angelehnt; beide Wörter bedeuten etwa „der Anteil, der auf jemanden kommt“. Zur Zeit der Übernahme ins Deutsche war jedoch konkret das Truppenkontingent gemeint, das ein Reichsstand zur Reichsarmee aufzubringen hatte; die allgemeine Bedeutung wurde später üblich.
Heute wird in der Wirtschaft unter einem Kontingent die staatlich oder supranational festgesetzte, wert- oder mengenmäßige Quote zur Begrenzung eines Warenangebots verstanden.

## Anwendungsfälle
Spezielle Anwendungsfälle sind etwa:
- Bewirtschaftung durch den Staat im Rahmen der Rationierung;
- Disk Quota: ein künstlich begrenzter Speicherbereich auf Datenträgern;
- Einfuhrkontingent: eine festgelegte Import- und/oder Exportmenge beim Außenhandel;
- Fangquote, festgesetzte Menge an Wassertieren (Speisefischen, Walen u. a.), die in einem abgegrenzten Gebiet während eines Zeitraumes gefangen werden dürfen;
- Fazilität: eine festgelegte Geldlinie für Geschäfte zwischen Kreditinstituten oder mit der Zentralbank;
- Kontingentflüchtling: die vereinbarte Anzahl aufzunehmender Flüchtlinge pro Bundesland in der deutschen Einwanderungspolitik;
- Milchquote: eine Produktionsobergrenze in der Agrarmarktordnung;
- Produktionsquote, eine Produktionsobergrenze für Unternehmen oder ganze Wirtschaftszweige;
- Truppenkontingent, eine festgelegte Anzahl Soldaten.

Nicht alle Quoten sollen zur Begrenzung dienen, sondern können bei Knappheit auch als Soll-Vorschrift dienen (etwa die Frauenquote).